# Lepyronia coleoptrata
Lepyronia coleoptrata är en insektsart som först beskrevs av Linne 1758.  Lepyronia coleoptrata ingår i släktet Lepyronia och familjen spottstritar. Arten är reproducerande i Sverige. Inga underarter finns listade i Catalogue of Life.

## Bildgalleri

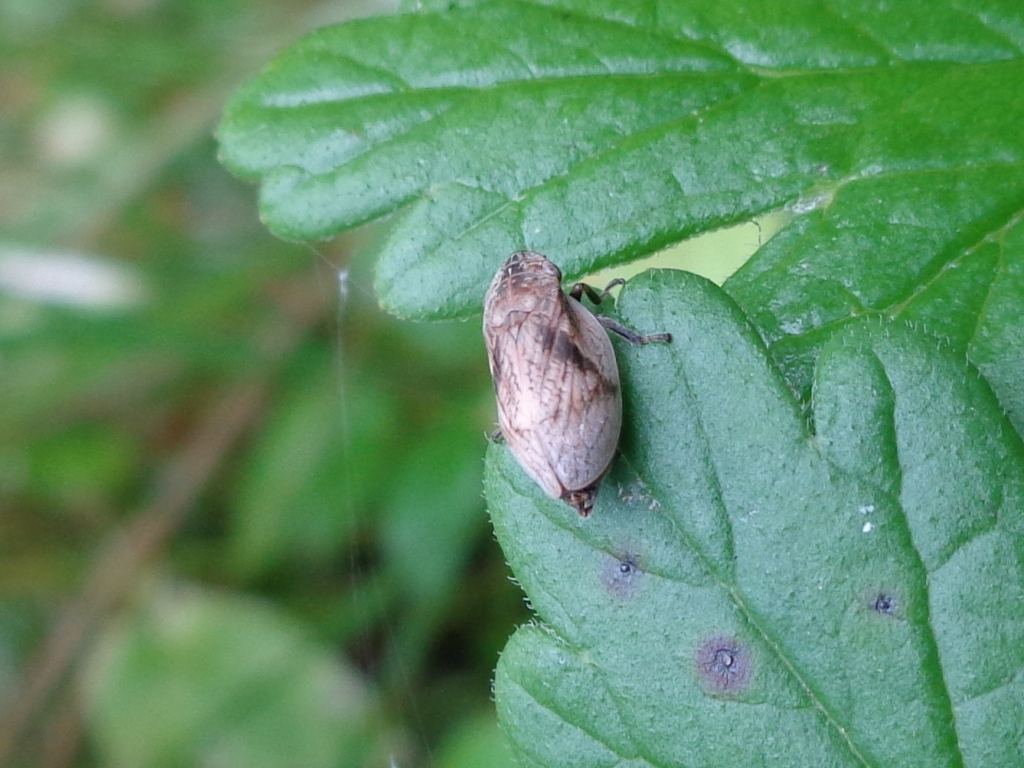